# Tour de France 1987
| 74. Tour de France 1987 |                       |                           |
| Streckenlänge           | 25 Etappen, 4231,6 km | 25 Etappen, 4231,6 km     |
| Toursieger              | Stephen Roche         | 115:27:42 h (36,649 km/h) |
| Zweiter                 | Pedro Delgado         | + 0:40 min                |
| Dritter                 | Jean-François Bernard | + 2:13 min                |
| Vierter                 | Charly Mottet         | + 6:40 min                |
| Fünfter                 | Luis Herrera          | + 9:32 min                |
| Sechster                | Fabio Parra           | + 16:53 min               |
| Siebenter               | Laurent Fignon        | + 18:24 min               |
| Achter                  | Anselmo Fuerte        | + 18:33 min               |
| Neunter                 | Raúl Alcalá           | + 21:49 min               |
| Zehnter                 | Marino Lejarreta      | + 26:13 min               |
| Grünes Trikot           | Jean-Paul van Poppel  | 263 P.                    |
| Zweiter                 | Stephen Roche         | 247 P.                    |
| Dritter                 | Pedro Delgado         | 228 P.                    |
| Gepunktetes Trikot      | Luis Herrera          | 452 P.                    |
| Zweiter                 | Anselmo Fuerte        | 314 P.                    |
| Dritter                 | Raúl Alcalá           | 277 P.                    |
| Weißes Trikot           | Raúl Alcalá           | 115:49:31 h               |
| Zweiter                 | Erik Breukink         | + 31:46 min               |
| Dritter                 | Gilles Sanders        | + 59:08 min               |
| Teamwertung             | Système U             | 346:44:02 h               |
| Zweiter                 | Cafe de Colombia      | + 38:20 min               |
| Dritter                 | BH                    | + 56:02 min               |

Die 74. Tour de France fand vom 1. Juli bis 26. Juli 1987 statt und führte über 25 Etappen bzw. insgesamt 4231 km. Es war die letzte Austragung der Frankreich-Rundfahrt, die über 4000 km lang war. Stephen Roche gewann als erster Ire die Gesamtwertung der Tour de France. Im gleichen Jahr gewann er auch den Giro d’Italia und wurde Straßenweltmeister. Er erreichte damit als einziger Radrennfahrer neben Eddy Merckx und Tadej Pogacar dieses seltene Triple. Es nahmen 207 Rennfahrer an der Rundfahrt teil, von denen 135 klassifiziert wurden.

## Rennverlauf
Das Rennen wurde anlässlich der 750-Jahr-Feier von Berlin im Westteil der Stadt gestartet. Nach dem Prolog, einer kurzen Etappe innerhalb der Stadt- bzw. Sektorengrenze und einem Mannschaftszeitfahren wurde der Tour-Tross nach Karlsruhe geflogen, wo weitere zwei Etappen auf deutschem Boden stattfanden. Danach wurde das französische Hexagon gegen den Uhrzeigersinn befahren.
Die beiden Protagonisten der letzten beiden Austragungen 1985 bzw. 1986 nahmen nicht teil: Bernard Hinault hatte seine Karriere beendet, Greg LeMond war bei einem Jagdunfall in Amerika schwer verletzt worden.
Die Tour de France 1987 verlief wechselhaft und spannend: Das Gelbe Trikot wechselte insgesamt neunmal, ein Rekord der Tour-Geschichte. Am Ende des Rennens hatte der Drittplatzierte Jean-François Bernard nur gut zwei Minuten Rückstand, wobei er auf der 19. Etappe wegen eines Defektes vier Minuten und damit sein Gelbes Trikot und wohl auch die Tour verlor. Zwischen dem Sieger Stephen Roche und dem Zweitplatzierten Pedro Delgado lagen sogar nur 40 Sekunden – der drittknappste Ausgang der Tour überhaupt. Roche überholte den Spanier dabei erst durch das letzte Einzelzeitfahren.
Der Deutsche Rolf Gölz gewann bei seiner ersten Tour eine Etappe.

## Die Etappen
| Etappen    | Tag      | Start – Ziel                        | km         | Etappensieger          | Gelbes Trikot         |
| ---------- | -------- | ----------------------------------- | ---------- | ---------------------- | --------------------- |
| Prolog     | 1. Juli  | West-Berlin (DE)                    | 6,1 (EZF)  | Jelle Nijdam           | Jelle Nijdam          |
| 1. Etappe  | 2. Juli  | West-Berlin (DE) – West-Berlin (DE) | 105,5      | Nico Verhoeven         | Lech Piasecki         |
| 2. Etappe  | 2. Juli  | West-Berlin (DE) – West-Berlin (DE) | 40,5 (MZF) | Team Carrera Jeans     | Lech Piasecki         |
| Ruhetag    |          |                                     |            |                        |                       |
| 3. Etappe  | 4. Juli  | Karlsruhe (DE) – Stuttgart (DE)     | 219        | Acácio da Silva        | Erich Mächler         |
| 4. Etappe  | 5. Juli  | Stuttgart (DE) – Pforzheim (DE)     | 79         | Herman Frison          | Erich Mächler         |
| 5. Etappe  | 5. Juli  | Pforzheim (DE) – Straßburg          | 112,5      | Marc Sergeant          | Erich Mächler         |
| 6. Etappe  | 6. Juli  | Strasbourg – Épinal                 | 169        | Christophe Lavainne    | Erich Mächler         |
| 7. Etappe  | 7. Juli  | Épinal – Troyes                     | 211        | Manuel Jorge Domínguez | Erich Mächler         |
| 8. Etappe  | 8. Juli  | Troyes – Épinay-sous-Sénart         | 205,5      | Jean-Paul van Poppel   | Erich Mächler         |
| 9. Etappe  | 9. Juli  | Orléans – Renazé                    | 260        | Adri van der Poel      | Erich Mächler         |
| 10. Etappe | 10. Juli | Saumur – Futuroscope                | 87,5 (EZF) | Stephen Roche          | Charly Mottet         |
| 11. Etappe | 11. Juli | Poitiers – Chaumeil                 | 255        | Martial Gayant         | Martial Gayant        |
| 12. Etappe | 12. Juli | Brive – Bordeaux                    | 228        | Davis Phinney          | Martial Gayant        |
| 13. Etappe | 13. Juli | Bayonne – Pau                       | 219        | Erik Breukink          | Charly Mottet         |
| 14. Etappe | 14. Juli | Pau – Luz-Ardiden                   | 166        | Dag Otto Lauritzen     | Charly Mottet         |
| 15. Etappe | 15. Juli | Tarbes – Blagnac                    | 164        | Rolf Gölz              | Charly Mottet         |
| 16. Etappe | 16. Juli | Blagnac – Millau                    | 216,5      | Régis Clère            | Charly Mottet         |
| 17. Etappe | 17. Juli | Millau – Avignon                    | 239        | Jean-Paul van Poppel   | Charly Mottet         |
| Ruhetag    |          |                                     |            |                        |                       |
| 18. Etappe | 19. Juli | Carpentras – Mont Ventoux           | 36,5 (BZF) | Jean-François Bernard  | Jean-François Bernard |
| 19. Etappe | 20. Juli | Valréas – Villard-de-Lans           | 185        | Pedro Delgado          | Stephen Roche         |
| 20. Etappe | 21. Juli | Villard-de-Lans – L’Alpe d’Huez     | 201        | Federico Echave        | Pedro Delgado         |
| 21. Etappe | 22. Juli | Le Bourg-d’Oisans – La Plagne       | 185,5      | Laurent Fignon         | Pedro Delgado         |
| 22. Etappe | 23. Juli | La Plagne – Morzine                 | 186        | Eduardo Chozas         | Pedro Delgado         |
| 23. Etappe | 24. Juli | Saint-Julien-en-Genevois – Dijon    | 224,5      | Régis Clère            | Pedro Delgado         |
| 24. Etappe | 25. Juli | Dijon – Dijon                       | 38 (EZF)   | Jean-François Bernard  | Stephen Roche         |
| 25. Etappe | 26. Juli | Créteil – Paris                     | 192        | Jeff Pierce            | Stephen Roche         |